# Gonzalo Barreto
Gonzalo Barreto Mastropierro (Treinta y Tres, 22 gennaio 1992) è un calciatore uruguaiano, attaccante del Rentistas.

## Biografia
Il 20 luglio 2010 perde la madre, poiché viene uccisa con diverse coltellate dal suo convivente, un camionista di 51 anni che frequentava da poco tempo.

## Carriera

### Club

#### Danubio
Cresce a livello calcistico nel club uruguaiano del Danubio dove nel 2009, all'età di 17 anni, ottiene il suo esordio professionistico; scende in campo il 23 agosto in occasione della trasferta vinta, per 1-2, contro il Tacuarembó andando a sostituire il compagno di squadra Hamilton Ricard al minuto 78.

#### Lazio
Il 4 settembre 2009 firma un contratto quinquennale con la società italiana della Lazio che sborsa una cifra vicina agli 1,8 milioni di euro per averlo. Il contratto firmato dal giocatore viene poi depositato al compimento del suo 18º compleanno e ciò gli permette di vestire ufficialmente la maglia della sua nuova squadra. Per la sua giovane età viene aggregato inizialmente con la squadra Primavera della società.
Nella stagione 2012-2013, dopo essersi rifiutato di passare in prestito alla Salernitana, militante in Lega Pro Seconda Divisione, la società romana decide di mettere fuori rosa l'attaccante fino alla conclusione del contratto ossia il 1º luglio 2014.

#### Il ritorno al Danubio e il prestito all'Univ. Concepción
Dopo essere rimasto fermo per più di una stagione, il 16 gennaio 2015 torna in patria per firmare con il Danubio, il club che nel 2009 lo aveva lanciato nel calcio professionistico. Il suo "secondo esordio" con la maglia del Danubio arriva il 15 febbraio successivo in occasione della trasferta vinta, per 0-1, contro il Racing subentrando a Bruno Fornaroli. Tre giorni più tardi gioca anche la sua prima partita in Coppa Libertadores dove mette a segno la marcatura finale della partita, contro i brasiliani del Corinthians, che viene però persa per 1-2. Il 22 marzo 2015 arriva anche il gol in campionato aprendo le marcature della partita vinta, per 2-1, contro il Nacional. Conclude la stagione con un bottino di 12 presenze e 3 reti.
Il 1º novembre 2015, in occasione della vittoria casalinga, per 4-0, contro il Liverpool mette a segno la sua prima doppietta da professionista mettendo a segno le prime due marcature della partita.
Il 31 gennaio 2017 passa, a titolo temporaneo, ai cileni dell'Univ. de Concepción. L'esordio arriva il 7 marzo successivo in occasione del pareggio esterno, per 1-1, contro l'O'Higgins. Il 14 maggio 2017 invece arriva la prima marcatura con indosso la nuova maglia in occasione della trasferta vinta, per 0-3, contro l'Audax Italiano.
Il 26 gennaio 2018, passa a titolo gratuito allo Sportivo Luqueño, nel massimo campionato del Paraguay. In una stagione, collezionerà 30 presenze all'attivo segnando 4 reti.
Il 9 gennaio 2019, viene acquistato dal Montevideo Wanderers, tornando così in Uruguay. Il suo ritorno in patria è abbastanza discreto, totalizzando 3 reti in 20 presenze nella stagione 2019-2020. Il 1⁰ gennaio 2020, il suo contratto con la società non sarà rinnovato, rimanendo svincolato.
Il 5 marzo 2020, dopo 2 mesi da svincolato, sarà acquistato dal Rampla Juniors, militante nella Primera División Profesional de Uruguay. Durante la stagione 2020-2021, totalizzerà 25 presenze e 5 reti, giocando discretamente bene.
Il 5 aprile 2021, passerà gratuitamente al Racing Club de Montevideo, dove però delude molto, timbrando una sola volta in 24 gare disputate.
Il 27 gennaio 2022, tornerà a costo zero al Rampla Juniors.

#### Sportivo Luqueño
Il 27 gennaio 2018 passa, a titolo gratuito, ai paraguaiani dello Sp. Luqueño. L'esordio arriva il 3 febbraio successivo in occasione del pareggio interno, per 2-2, contro il Libertad. Il 13 maggio mette a segno la sua prima rete con la maglia dei paraguaiani in occasione della trasferta vinta, per 0-2, contro il Nacional.

## Statistiche

### Presenze e reti nei club
Statistiche aggiornate al 26 agosto 2018.
| Stagione                | Squadra                 | Campionato              | Campionato | Campionato | Coppe nazionali | Coppe nazionali | Coppe nazionali | Coppe continentali | Coppe continentali | Coppe continentali | Altre coppe | Altre coppe | Altre coppe | Totale | Totale |
| Stagione                | Squadra                 | Comp                    | Pres       | Reti       | Comp            | Pres            | Reti            | Comp               | Pres               | Reti               | Comp        | Pres        | Reti        | Pres   | Reti   |
| ----------------------- | ----------------------- | ----------------------- | ---------- | ---------- | --------------- | --------------- | --------------- | ------------------ | ------------------ | ------------------ | ----------- | ----------- | ----------- | ------ | ------ |
| ago. 2009               | Danubio                 | PD                      | 1          | 0          | -               | -               | -               | CL                 | 0                  | 0                  | -           | -           | -           | 1      | 0      |
| gen.-giu. 2010          | Lazio                   | A                       | 0          | 0          | CI              | 0               | 0               | UEL                | 0                  | 0                  | SI          | 0           | 0           | 0      | 0      |
| 2010-2011               | Lazio                   | A                       | 0          | 0          | CI              | 0               | 0               | -                  | -                  | -                  | -           | -           | -           | 0      | 0      |
| 2011-2012               | Lazio                   | A                       | 0          | 0          | CI              | 0               | 0               | UEL                | 0                  | 0                  | -           | -           | -           | 0      | 0      |
| 2012-2013               | Lazio                   | A                       | 0          | 0          | CI              | 0               | 0               | UEL                | 0                  | 0                  | -           | -           | -           | 0      | 0      |
| 2013-2014               | Lazio                   | A                       | 0          | 0          | CI              | 0               | 0               | UEL                | 0                  | 0                  | SI          | 0           | 0           | 0      | 0      |
| Totale Lazio            | Totale Lazio            | Totale Lazio            | -          | -          |                 | -               | -               |                    | -                  | -                  |             | -           | -           | -      | -      |
| gen.-giu. 2015          | Danubio                 | PD                      | 10         | 2          | -               | -               | -               | CS+CL              | 0+2                | 0+1                | -           | -           | -           | 12     | 3      |
| 2015-2016               | Danubio                 | PD                      | 28         | 7          | -               | -               | -               | CS                 | 0                  | 0                  | -           | -           | -           | 28     | 7      |
| 2016                    | Danubio                 | PD                      | 7          | 1          | -               | -               | -               | -                  | -                  | -                  | -           | -           | -           | 7      | 1      |
| Totale Danubio          | Totale Danubio          | Totale Danubio          | 46         | 10         |                 | -               | -               |                    | 2                  | 1                  |             | -           | -           | 48     | 11     |
| gen.-giu. 2017          | Univ. de Concepción     | PD                      | 11         | 1          | CC              | 0               | 0               | CS                 | 0                  | 0                  | -           | -           | -           | 11     | 1      |
| 2017                    | Univ. de Concepción     | PD                      | 9          | 0          | CC              | 0               | 0               | -                  | -                  | -                  | -           | -           | -           | 9      | 0      |
| Totale Univ. Concepción | Totale Univ. Concepción | Totale Univ. Concepción | 20         | 1          |                 | -               | -               |                    | -                  | -                  |             | -           | -           | 20     | 1      |
| 2018                    | Sp. Luqueño             | PD                      | 21         | 4          | -               | -               | -               | CS                 | 1                  | 0                  | -           | -           | -           | 22     | 4      |
| Totale carriera         | Totale carriera         | Totale carriera         | 87         | 15         |                 | -               | -               |                    | 3                  | 1                  |             | -           | -           | 90     | 16     |

## Palmarès

### Club

#### Competizioni giovanili
- Campionato Primavera: 1

Lazio: 2012-2013

#### Competizioni nazionali
- Coppa Italia: 1

Lazio: 2012-2013